# Jimmy Smith (calciatore 1930)
James Harold Smith, detto Jimmy (Sheffield, 16 dicembre 1930 – 7 gennaio 2022), è stato un calciatore inglese, di ruolo centrocampista.

## Carriera
Dopo aver giocato con i semiprofessionisti dello Shildon nel 1951, all'età di 21 anni, si trasferisce nella prima divisione inglese ai londinesi del Chelsea; l'8 settembre 1951, nella settima giornata della First Division 1951-1952, fa il suo esordio tra i professionisti nella vittoria casalinga per 2-1 sul Fulham. Tra la nona e la decima giornata di campionato, invece, segna 2 reti in altrettante presenze, prima risultando decisivo nella vittoria casalinga per 2-1 e poi accorciando le distanze nella sconfitta per 5-3 sul campo del Wolverhampton; tra l'undicesima e la tredicesima giornata mantiene il posto in squadra, per poi tornare in campo dopo un'assenza di 20 partite a partire dalla trentatreesima giornata: da questo momento gioca con regolarità fino a fine stagione, segnando altre 3 reti (il gol della bandiera dei Blues nella sconfitta per 7-1 del 15 aprile 1951 ed una doppietta, la sua unica in carriera tra i professionisti, nella vittoria casalinga per 4-1 ai danni del Burnley quattro giorni più tardi). Alle 5 reti in 16 presenze di questa sua prima stagione aggiunge poi ulteriori 2 presenze in prima divisione nella stagione 1952-1953, mentre nella stagione 1953-1954 gioca una sola partita (il pareggio per 2-2 contro il Sunderland), rimanendo comunque in rosa anche per la stagione 1954-1955, in cui la sua squadra vince il campionato per la prima volta nella sua storia.
Nell'estate del 1955 viene ceduto al Leyton Orient, altro club londinese, militante in terza divisione; qui Smith nella stagione 1955-1956 vince il campionato, per poi trascorrere un biennio in seconda divisione con il club, con cui realizza in totale 3 reti in 37 partite di campionato giocate, ritirandosi prematuramente nel 1958, all'età di 28 anni, a causa di un infortunio.
In carriera ha totalizzato complessivamente 56 presenze e 6 reti nei campionati della Football League.

## Palmarès

### Club

#### Competizioni nazionali
- Campionato inglese: 1

Chelsea: 1954-1955
- Third Division: 1

Leyton Orient: 1955-1956